# Carlos Eugênio Paz
Carlos Eugênio Sarmento Coelho da Paz (codinome: Clemente; Maceió, 23 de julho de 1950 — Ribeirão Preto, 29 de junho de 2019) foi um músico, escritor e ex-guerrilheiro que participou da luta armada contra a ditadura militar no Brasil. Ele foi o último comandante militar da organização de extrema-esquerda Ação Libertadora Nacional (ALN), após a morte de Carlos Marighella e Joaquim Câmara Ferreira, aos 21 anos de idade. Um dos quatro brasileiros condenados à morte in absentia pelo regime autoritário, foi também um dos poucos integrantes da luta armada que sobreviveu sem nunca ter sido preso ou torturado, exilando-se na Europa em 1973 após o desmantelamento da resistência armada contra a ditadura pelas forças de repressão do governo. Foi um dos últimos brasileiros anistiados, em maio de 1982.

## Biografia

### Guerrilha
Quando chegou ao Rio de Janeiro com a família vindo de Alagoas, foi estudar no Colégio Andrews, onde seu sotaque nordestino era debochado, o que levava a brigas diárias do lado de fora da sala de aula. Começou a fazer política em 1966, aos 16 anos e no ano seguinte, estudante do Colégio Pedro II, deixou a escola para ingressar na ALN de Carlos Marighella, por quem foi instruído a servir o Exército no Forte de Copacabana, de maneira a receber treinamento militar, a ter treinamento contraguerrilha, aprender a obedecer para no futuro aprender a comandar  e entender o pensamento dos militares de maneira a se tornar um comandante militar da guerrilha armada. Bom soldado e bom atirador, chegou a ser condecorado e homenageado pelo comandante do quartel, medalha que jogou fora num bueiro de Copacabana em 1969, após sua irmã ser torturada pelos militares.
Sob o codinome de "Clemente", uma homenagem ao jogador de futebol Ari Clemente, um ex-lateral esquerdo do Corinthians e do Bangu, integrou o Grupo Tático Armado – GTA, da ALN, participando de dezenas de ações armadas em assaltos a bancos, carros-forte – o primeiro assalto a um carro da Brink's no Brasil – enfrentamento com as forças de segurança e panfletagem. Em 1971, uma tentativa de sequestro do Comandante do II Exército, general Humberto de Souza Melo, acabou sem mortos nem feridos nem sequestrados, depois que os guerrilheiros, que cercaram o general, sua família e sua segurança na porta de uma igreja na Vila Mariana, foram eles mesmo cercados por agentes do DOI-Codi; por intervenção do oficial para que não houvesse um morticínio ali, todos acabaram se retirando cada grupo para seu lado. No campo da política subversiva, foi um dos principais articuladores da campanha pelo voto nulo lançada pela ALN para as eleições de 1970, uma vitória da guerrilha.
Junto com os companheiros, "Clemente" justiçou, dentro do carro em que ocupavam, um capitão do exército descoberto infiltrado na guerrilha. Em 23 de março de 1971, o mais polêmico ato da ALN foi cometido por ele junto com Ana Maria Nacinovic Correia, sua então companheira e seu grande amor na vida, Paulo de Tarso Celestino e Yuri Xavier Pereira, com  o apoio de José Milton Barbosa e Antonio Sérgio de Matos: o "justiçamento" (execução) do militante da ALN Márcio Leite de Toledo, o "Professor Pardal", em via pública, na altura do número 45 da Rua Caçapava, em São Paulo, por suspeitas de uma possível traição por fraquezas mostradas pelo guerrilheiro em ações anteriores; em caso de deserção ou prisão, Toledo, um militante treinado em Cuba, tinha todos os planos, conhecimento de táticas de ação e identidades dos guerrilheiros da ALN. Junto ao corpo foi deixado o seguinte comunicado: "A Ação Libertadora Nacional (ALN) executou, dia 23 de março de 1971, Márcio Leite Toledo. Esta execução teve o fim de resguardar a organização... Uma organização revolucionária, em guerra declarada, não pode permitir a quem tenha uma série de informações como as que possuía, vacilações desta espécie, muito menos uma defecção deste grau em suas fileiras... Tolerância e conciliação tiveram funestas conseqüências na revolução brasileira... Ao assumir responsabilidade na organização cada quadro deve analisar sua capacidade e seu preparo. Depois disto não se permitem recuos... A revolução não admitirá recuos!". Em sua guerra particular contra a ditadura militar, este foi o único ato do qual hoje Paz sente remorso. Menos de um mês depois, foi também o responsável pelo tiro de misericórdia que matou o industrial dinamarquês radicado em São Paulo Henning Boilesen, um dos principais financiadores da OBAN e espectador assíduo de tortura em presos políticos dentro das instalações do DOI-Codi, assassinado pelo GTA da ALN em 15 de abril de 1971, no meio da rua Barão de Capanema, Jardim Paulista.
Sua mãe, Maria da Conceição Coelho Paz, recrutada por ele, também foi uma integrante da ALN, codinome "Joana", depois de fazer um curso de enfermagem em Cuba para cuidar dos feridos da organização. Em 1974, presa e torturada por um mês pelo delegado Sérgio Fleury para entregar o esconderijo do filho, que já estava fora do Brasil, nunca falou. Fleury, que num confronto três anos antes com a ALN – que havia caído numa armadilha mal-sucedida tramada pelo Cabo Anselmo para pegarem "Clemente" – levou um tiro de raspão no nariz dado por Paz, que lamenta até hoje ter errado o tiro. Escapou de todos os cercos, nunca foi ferido, mas viu aos poucos todos seus companheiros irem caindo pelo caminho, incluindo Ana Maria, morta em junho de 1972 pela repressão junto com Yuri na porta de um restaurante onde almoçavam na Mooca, depois de denunciados pelo proprietário que os reconheceu num cartaz de "Procurados".
Contra sua vontade e por decisão do que restava da organização, deixou o Brasil pela Argentina, de ônibus, apresentando um documento em nome de José João da Silva no controle de fronteira, indo para Havana em 1973, onde faria curso de guerrilha e recusou uma oferta do general Arnaldo Ochoa de voltar comandando cem guerrilheiros cubanos que entrariam no país pela Amazônia e criariam um foco inicial de guerrilha na selva, internacionalizando o conflito, algo que na época já existia, feita por brasileiros, a Guerrilha do Araguaia, nesse momento já em fase de aniquilamento. Recusou, não por constatar que a guerra interna estava perdida, mas por fidelidade a Marighella, que dizia que a revolução no Brasil deveria ser feita por guerrilheiros brasileiros.  De lá, partiu para a União Soviética e Tchecoslováquia até o destino final em Paris voltando ao país apenas em 1981 após se formar como músico, três anos após a Anistia, para saber que não estava anistiado, pois seu caso era especial, condenado à revelia que estava a 124 anos de prisão. Só conseguiu legalizar sua anistia política em 1982, através da embaixada da França em Brasília, depois de mais de um ano de batalha judicial com o STF.

### Vida posterior
Graduado em Harmonie et Composition - Schola Cantorum, École Superieur de Musique, de Danse et d' Art Dramatique em 1981 na França, em sua volta ao Brasil trabalhou como professor de música em uma creche em Botafogo, deu aulas na Escola Parque e abriu um curso de música em Ipanema.  Em 1988 teve um infarte mas foi salvo por uma angioplastia. Foi professor da UFRJ e ouvidor da Secretaria de Estado do Trabalho e Renda do Rio de Janeiro no período de 2000 a 2002. Considerado desertor pelo Exército, requereu, junto à Comissão de Anistia, a reintegração nas Forças Armadas, sendo reintegrado pelo Ministério da Justiça em fevereiro de 2010, com o posto de terceiro-sargento da reserva. No mesmo ano foi candidato a deputado federal pelo PSB, recebendo apenas 567 votos e não conseguindo se eleger. Seu último trabalho foi como assessor da Presidência Nacional do PSB.
É o Autor dos livros Viagem à Luta Armada (Ed. Civilização Brasileira, 1996) e Nas Trilhas da ALN (Ed. Grupo Editorial Record, 1997).

## Morte
Carlos Eugênio morreu em Ribeirão Preto, em 29 de junho de 2019. Estava casado com a historiadora Maria Cláudia Badan Ribeiro, pesquisadora da atuação das mulheres na ALN.